# Bahnstrecke Florina–Pogradec
Die Bahnstrecke Florina–Pogradec ist ein Eisenbahn-Neubau-Projekt zwischen der Stadt Florina in Griechenland und der Stadt Pogradec in Albanien.

## Verkehrsgeographie
Der Neubau dieser etwa 100 Kilometer langen Strecke bedeutete den Lückenschluss zwischen dem griechischen und dem albanischen Eisenbahnnetz. Bis Florina führt von Osten kommend die Bahnstrecke Thessaloniki–Florina, Pogradec ist der östliche Endpunkt des albanischen Netzes. Die Neubaustrecke bedeutete eine direkte Ost-West-Verbindung zwischen den Hafenstädten Thessaloniki und Durrës und weiter zwischen italienischen Häfen, Nordgriechenland, der Türkei und darüber hinaus.
Auf albanischer Seite führt die Strecke vom Ohridsee auf rund 700 Meter Meereshöhe an Korça vorbei zum Grenzübergang Kapshtica-Krystallopigi (1044 m ü. A.).

## Planungsstand
Das Projekt ist immer wieder erwogen worden. In Albanien wurde schon Anfang der 1980er Jahre eine Verlängerung der Strecke nach Korça und bis zur griechischen Grenze in Betracht gezogen. Über den genauen Verlauf gab es jedoch keine Planungen. Die Topographie mit Engstellen zwischen Bergen und See rund um Pogradec, die schon vollständig überbaut sind, sowie mit einem steilen Anstieg von 150 Höhenmetern südlich der Stadt zur Ebene von Korça stellt planerisch große Herausforderungen.
Die griechische Eisenbahn OSE hat 2016 mitgeteilt, dass eine Machbarkeitsprüfung durchgeführt werden solle. Finanziert wird sie aus Mitteln, die die Europäische Gemeinschaft als Heranführungshilfe für Beitrittskandidaten und für Transeuropäische Netze bereitstellt.
Die Neubaustrecke würde auf der gesamten Länge durch für Eisenbahnbau schwieriges bergiges Gelände führen. Beiderseits der Neubaustrecke müssten die Anschlussstrecken ertüchtigt, zum Teil komplett saniert werden, zusammen etwa 300 Kilometer – in Albanien hat die Hekurudha Shqiptare den Betrieb auf der Strecke von Librazhd nach Pogradec eingestellt. Außerdem soll der Flughafen Kastoria an die neue Strecke angeschlossen werden.
Angesichts der finanziellen Lage Griechenlands werden die Chancen, das Projekt zu bauen, nicht hoch eingeschätzt.
In Albanien haben der einfacher realisierbare Anschluss an das mazedonische Netz und der Ausbau der Verbindung Shkodra–Podgorica nach Montenegro Vorrang.